# Dolní Heřmanice
Dolní Heřmanice (německy Unter Herschmanitz) jsou obec v okrese Žďár nad Sázavou v Kraji Vysočina. Žije zde 584 obyvatel.
Sousedními obcemi sídla jsou Petráveč, Jabloňov, Osové, Rohy, Kamenná, Studnice a Tasov.

## Historie
První písemná zmínka o obci pochází z roku 1349. V roce 2015 získala obec ocenění v soutěži Vesnice Vysočiny 2015, konkrétně obdržela diplom za publikaci o obci.

## Obyvatelstvo
| Rok            | 1869 | 1880 | 1890 | 1900 | 1910 | 1921 | 1930 | 1950 | 1961 | 1970 | 1980 | 1991 | 2001 | 2006 | 2013 |
| Počet obyvatel | 484  | 537  | 536  | 515  | 544  | 561  | 569  | 509  | 528  | 516  | 465  | 441  | 446  | 455  | 511  |

## Školství
- Základní škola a Mateřská škola Dolní Heřmanice

## Pamětihodnosti
- Hrad Templštejn, zřícenina na jihozápad od vesnice
- Kaple se zvoničkou na návsi
- Sýpka
- Řihákův vodní mlýn

## Části obce
- Dolní Heřmanice
- Oslava

V letech 1850–1881 k obci patřila i Petráveč.